# Zelomorpha longidorsata
Zelomorpha longidorsata är en stekelart som beskrevs av Bhat och Gupta 1977. Zelomorpha longidorsata ingår i släktet Zelomorpha och familjen bracksteklar. Inga underarter finns listade i Catalogue of Life.